# Austroaziatische talen

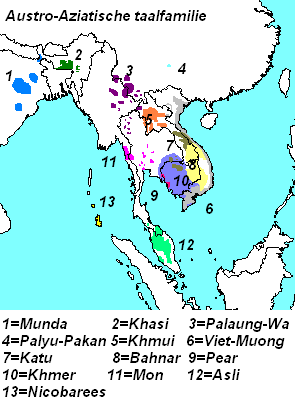
Verspreiding en onderverdeling van de Austroaziatische talen volgens de classificatie van Gérard Diffloth uit 1974, met toevoeging van de Palyu-Pakan taalgroep

De Austroaziatische talen vormen een taalfamilie van meer dan 150 talen die (in 2005) werden gesproken door ruim 95 miljoen bewoners van Zuidoost-Azië en het oostelijk deel van India. 'Austro' in Austroaziatisch is afgeleid van australis, Latijn voor 'zuidelijk'. De term is in 1906 voor het eerst gebruikt door de Duitse taalkundige Wilhelm Schmidt (1868–1954) als parallel voor de in 1899 eveneens door hem ontworpen term Austronesisch. De twee meest gesproken talen uit de Austroaziatische taalfamilie zijn het Vietnamees, de officiële taal van Vietnam en het Khmer, de officiële taal van Cambodja.
Vanaf 1850, toen het Austroaziatisch voor het eerst als aparte taalfamilie werd onderkend, is geprobeerd de taalfamilie genetisch te verbinden met andere taalfamilies. De bekendste theorie is de Austrische hypothese, die een genetische verwantschap tussen de Austroaziatische en de Austronesische talen veronderstelt.
Vanaf het begin van de 20e eeuw is het gebruikelijk de Austroaziatische taalfamilie te verdelen in twee hoofdtakken, de Mundatalen van noordoost India en de Mon-Khmertalen, een gemeenschappelijke naam voor de overige Austroaziatische talen. Die verdeling gebeurde op basis van de grote taaltypologische verschillen tussen beide takken. Over deze tweedeling bestaat echter geen volledige wetenschappelijke eensgezindheid. Sinds de jaren 1970 wordt in algemene werken een classificatie aangehouden die is gebaseerd op een minimale wetenschappelijke consensus en waarbij het Austroaziatisch wordt onderverdeeld in twaalf taalgroepen. Over een verdergaande classificatie bestaan nog steeds grote taalkundige meningsverschillen, zowel over de onderlinge relaties als over een verdere onderverdeling van die taalgroepen. Dit komt vooral omdat veel talen nog niet of nauwelijks zijn beschreven, maar ook omdat onderzoeksresultaten vaak moeilijk te vinden zijn en de weinige onderzoekers slechts gebrekkig samenwerken.

## Onderverdeling

### Munda en Mon-Khmer
Sinds het begin van de 20e eeuw is het gebruikelijk het Austroaziatisch te verdelen in twee hoofdtakken, de Mundatalen van noordoost India en de Mon-Khmertalen. Omdat dit onderscheid is ontstaan vanwege de grote taaltypologische verschillen tussen de Mundatalen en de overige Austroaziatische talen, waren er tot in de jaren 1940 taalkundigen die een genetische relatie tussen de Mundatalen en de Mon-Khmergroep bleven ontkennen. De laatste van hen was de Amerikaanse taalkundige Thomas Albert Sebeok (1920 - 2001).
De oorspronkelijke naam voor Mon-Khmer was tot in de jaren 1880 Mon-Anam en daarna Mon-Annam. Annam was een oude benaming voor het midden van het huidige Vietnam. Gedurende de eerste helft van de 20e eeuw bestond er een controverse of het Vietnamees wel of niet tot het Austroaziatisch kon worden gerekend. De term Mon-Annam werd toen vervangen door het minder controversiële Mon-Khmer. Pas in 1954 heeft de Franse taalkundige André-Georges Haudricourt (1911-1996) op overtuigende wijze de taalkundige verwantschap van het Vietnamees met de overige Austroaziatische talen aangetoond.
In de meest brede betekenis omvat de Mon-Khmertak alle Austroaziatische talen behalve de Mundatalen. Soms wordt de omvang van de Mon-Khmertak verder ingeperkt door naast de Munda- en de Mon-Khmertak ook een aparte Nicobarese en/of Asli-taaltak te onderscheiden.

De twaalf taalgroepen van de Austroaziatische taalfamilie

### Taalgroepen
Sinds in 1974 het door Gérard Diffloth geschreven lemma over de Austroaziatische talen in de Encyclopædia Britannica verscheen, bestaat er een minimale wetenschappelijke consensus over de indeling van de Austroaziatische taalfamilie in twaalf taalgroepen (of taxonomisch daarmee gelijkgestelde afzonderlijke talen). Dit is niet meer dan een minimale classificatie. Er bestaat geen verdere wetenschappelijke unanimiteit, noch over hun onderlinge relaties, noch over een nadere onderverdeling. Deze twaalf taalgroepen zijn:
- Aslitalen, gesproken in het centrale bergland van het Maleisisch deel van het schiereiland Malakka en het direct aangrenzende Thaise deel.
- Bahnartalen, gesproken door de bergbewoners (Montagnards) van het centrale en zuidelijke deel van Vietnam en verder in zuidelijk Laos en oostelijk Cambodja.
- Katutalen in centraal Vietnam, centraal Laos, noordoost Thailand en noordelijk Cambodja.
- Khasi, een van de twee officiële talen van de Indiase deelstaat Meghalaya. Bezit een rijke literaire traditie.
- Khmer, de officiële taal van Cambodja, wordt behalve in Cambodja zelf ook gesproken in het zuidelijk deel van Vietnam en in het aan Noord-Cambodja grenzende deel van Thailand. Is behalve politiek gezien ook historisch en cultureel van belang vanwege de eeuwenoude literaire traditie die deze taal bezit.
- Khmutalen gesproken in noordelijk Laos en aangrenzende delen van Thailand.
- Montalen in Birma en Thailand. De belangrijkste taal van deze groep, het Mon is historisch en cultureel van belang vanwege de eeuwenoude literaire traditie die deze taal bezit.
- Mundatalen in oostelijk India, met name in de deelstaten Jharkhand en Chhattisgarh en verder in West-Bengalen en Odisha. De Mundatalen vormen de meest westelijke taalgroep van de Austroaziatische taalfamilie. Typologisch wijken zij zeer sterk af van de overige Austroaziatische talen en worden daarom vaak als aparte tak tegenover de andere elf taalgroepen geplaatst.
- Nicobarese talen gesproken op de Nicobaren, een tot India behorende eilandengroep in de Andamanse Zee.
- Palaungtalen, ook bekend als Palaung-Watalen. Zij worden gesproken in noordelijk Thailand, in Laos, oostelijk Birma en Zuidwest-Yunnan.
- Peartalen, kleine taalgemeenschappen verspreid over Cambodja en aangrenzende delen van Thailand.
- Viettalen, ook bekend als Viet-Muongtalen. De meest invloedrijke taal binnen deze groep is het Vietnamees, de officiële taal van Vietnam. Is behalve politiek gezien ook historisch en cultureel van belang vanwege een eeuwenoude literaire traditie. De overige talen van deze groep worden gesproken in het noordelijk deel van Vietnam en het aangrenzende noordelijke deel van Laos.

In de jaren 1980 werd in China een aantal minderheidstalen ontdekt die op basis van de beschreven taaltypologie tot het Austroaziatisch worden gerekend. Hun positie binnen de taalfamilie blijft door gebrek aan gegevens echter onduidelijk. Diffloth plaatste twee van hen in een aparte Pakan-taalgroep. Het Mang, een taal uit het grensgebied van Vietnam en China wordt soms beschouwd als afzonderlijke taal binnen de Austroaziatische taalfamilie, en soms geclassificeerd als taal binnen de Palaung-Wagroep. De Ethnologue-editie van 2005 vermeldt verder nog vier minderheidstalen uit Yunnan die  door gebrek aan gegevens nog niet nader binnen het Austroaziatisch kunnen worden geclassificeerd. Dit zijn het Buxinhua, Kemiehua en Kuanhua gesproken in Zuidwest-Yunnan en het Bugan uit Zuidoost-Yunnan.

### Belangrijkste talen
De meest gesproken taal van het Austroaziatisch is het Vietnamees met in 2005 meer dan 70 miljoen sprekers, op afstand gevolgd door het Khmer, dat wordt gesproken door acht tot negen miljoen mensen. Deze twee talen hebben binnen het Austroaziatisch een bijzondere positie, niet alleen vanwege het grote aantal sprekers, maar vooral omdat het officiële talen zijn. Het Vietnamees is dat voor Vietnam en het Khmer voor Cambodja. Samen met het Mon (900.000 sprekers in 2005) zijn het Vietnamees en het Khmer ook cultureel en historisch van groot belang. Zij kennen een ononderbroken literaire traditie die voor elk van de drie talen begon in de tweede helft van het eerste millennium.
Andere talen met (in 2005) meer dan een miljoen sprekers zijn drie talen van de Munda taalgroep, het Santali (6 miljoen), het Mundari (2 miljoen) en het Ho (1 miljoen). Ook het Khasi en het Muong hebben ongeveer 1 miljoen sprekers. Het Khasi is, naast het Garo, een van de twee officiële talen van de Indiase deelstaat Meghalaya.

### Grote verscheidenheid
Het aantal sprekers van elk van de overige Austroaziatische talen is bijzonder klein. De gebieden die zij bewonen zijn moeilijk toegankelijk en liggen als enclaves verspreid tussen gebieden met talen uit de Sino-Tibetaanse, Tai-Kadai, Hmong-Mien, Indo-Europese en Austronesische taalfamilies. In de prehistorie moet het gebied waar Austroaziatische talen werden gesproken een aaneengesloten gebied zijn geweest, dat het vasteland van Zuidoost-Azië en China ten zuiden van de Jangtsekiang omvatte en mogelijk ook enkele Indonesische eilanden waaronder Sumatra. Er zijn echter ook theorieën die uitgaan van een Urheimat van het Austroaziatisch aan de noordkust van de Golf van Bengalen. De huidige versnippering is het gevolg van een langdurig proces van assimilatie en verdrijving door sprekers van Chinese, Thaise, Birmaanse, Maleise en Indo-Arische talen. Die contacten hebben de huidige Austroaziatische talen in verschillende mate beïnvloed, maar was het sterkst bij de Mundatalen en het Vietnamees. De Mundatalen hebben van de omringende Indo-Arische en Dravidische talen een complexe woordstructuur overgenomen. Zelfstandige en bijvoeglijke naamwoorden worden verbogen en werkwoorden worden vervoegd door middel van een uitgebreid systeem van affixen. Daarentegen is het Vietnamees onder invloed van het Chinees een isolerende, vrijwel eenlettergrepige (monosyllabische) toontaal geworden, waarbij grammaticale functies vooral worden bepaald door de positie van het woord in de zin. De overige Austroaziatische talen bevinden zich feitelijk tussen deze twee extreme posities, doordat zij voor het aangeven van grammaticale functies woordvolgorde combineren met een systeem van prefixen, infixen en bij de Munda en Nicobarese talen ook suffixen. Hoewel de Austroaziatische talen door beïnvloeding vanuit andere talen een grote taaltypologische verscheidenheid bezitten, kunnen er toch etymologische verbanden tussen die talen worden gelegd, waardoor een genetische verwantschap in de vorm van een gemeenschappelijke herkomst zichtbaar wordt.

## Gemeenschappelijke kenmerken

### Sesquisyllabisch
Kenmerkend voor veel woorden in de Mon-Khmertalen is dat ze bestaan uit twee lettergrepen. De eindlettergreep is de fonologisch vol ontwikkelde hoofdlettergreep, die voorafgegaan wordt door een onbenadrukte en fonologisch veel minder ontwikkelde beginlettergreep, de bijlettergreep. Dit taaltype wordt sesquisyllabisch (anderhalflettergrepig) genoemd.
De onset van de hoofdlettergreep bestaat uit één, maar vaak ook een cluster van twee of drie medeklinkers. De hoofdklinker vormt de nucleus van de hoofdlettergreep, die vervolgens wordt afgesloten met één medeklinker. Met name het Khmer kent een groot aantal hoofdlettergrepen die beginnen met twee of drie medeklinkers. Vaak gaat het om een stopklank gevolgd door een sonorant of een stopklank gevolgd door een /h/ (zoals in het woord Khmer). In sommige talen, waaronder het Khmer, Mon en Bahnar is de glottisslag als eindmedeklinker van de hoofdlettergreep afgesleten, waardoor er in die talen ook hoofdlettergrepen zonder eindmedeklinker voorkomen. Er zijn geen Austroaziatische talen bekend die aan het eind van een hoofdlettergreep een cluster van twee of meer medeklinkers hebben, tenzij het gaat om leenwoorden uit het Sanskriet of het Pali. Verder is de keuzemogelijkheid aan medeklinkers die aan het begin van een hoofdlettergreep kunnen staan veel groter dan de keuze aan mogelijke eindmedeklinkers. Die keuzemogelijkheid aan medeklinkers voor de coda is het kleinst bij de talen die sterk zijn beïnvloed door de isolerende talen uit de Sino-Tibetaanse en Tai-Kadai taalfamilies.
De onset van de begin- of bijlettergreep van de Mon-Khmertalen bestaat uit een medeklinker, soms gevolgd door een nucleus in de vorm van een klinker. In de meeste talen is die klinker van de nucleus steeds dezelfde, hoewel er in sommige Katu- en Aslitalen een keuze is uit drie of vier klinkers. Verder kunnen ook de stemhebbende nasalen /m/ en /n/ of de liquidae /l/ en /r/ optreden als nucleus in een bijlettergreep. De bijlettergreep is steeds onbenadrukt. In het dagelijks spraakgebruik wordt een eventuele klinker gereduceerd tot een sjwa [ə] of, zoals in het Khmer, in het geheel niet uitgesproken.
Door de combinatie van onbenadrukte begin- en benadrukte eindlettergrepen en de ongelijke verdeling van het aantal begin- en eindmedeklinkers binnen een hoofdlettergreep hebben de Mon-Khmertalen een voor die taalgroep typerend ritme gekregen.
Lettergrepen in de Mundatalen kennen in tegenstelling tot de Mon-Khmertalen uitsluitend één beginmedeklinker. Verder kunnen woorden bestaan uit (veel) meer dan twee lettergrepen. De Mundatalen behoren dan ook niet tot het sesquisyllabische taaltype.

### Fonologische kenmerken

#### Medeklinkers
De Mon-Khmertalen kennen een aantal medeklinkers die op minder gebruikelijke wijze worden gearticuleerd. Zo zijn er stemloze nasale, laterale en gepreglottaliseerde medeklinkers. De implosieven [ɓ] en [ɗ] worden beschouwd als een oorspronkelijk kenmerk van het proto-Mon-Khmer. Hoewel ze in veel van de huidige talen zijn verdwenen, komen ze nog voor in het Khmer, het Katu en het Mon. Veel Austroaziatische talen kennen aan het einde van een woord de gepalataliseerde medeklinkers ñ of c, een verschijnsel dat talen uit de andere Zuidoost-Aziatische taalfamilies niet kennen. Dit wordt dan ook beschouwd als een oorspronkelijk kenmerk van het proto-Austroaziatisch. Dit geldt niet voor aspiratie, hoewel dat verschijnsel juist wel vaak voorkomt in de huidige Austroaziatische talen. Voorbeelden zijn de Pear-, Khmu- en (zuidelijke) Aslitalen en de Angu-tak van de Palaung-taalgroep. De ontwikkeling van die aspiratie heeft echter geen gemeenschappelijke oorsprong, maar kan voor elk van de talen afzonderlijk worden verklaard.

#### Klinkers
Typerend voor Mon-Khmertalen is het grote aantal betekenisonderscheidende klinkers die als nucleus in hoofdlettergrepen kunnen voorkomen. Gemiddeld ligt het aantal mogelijke klinkers tussen de twintig en vijfentwintig, het Khmerdialect van Surin, Thailand, kent er 36. Er wordt onderscheid gemaakt tussen voorklinkers, centrale klinkers en achterklinkers, die elk weer vier of zelfs vijf klinkerhoogten kennen. Verder kunnen de klinkers enkelvoudig zijn of een tweeklank (diftong) vormen, komen ze zowel in een korte als een lange vorm voor en kennen verschillende types van fonatie. Op deze manier zou een dialect van het Bru (een van de Katutalen) volgens Gérard Diffloth 68  betekenisonderscheidende klinkers kennen, wat volgens hem een wereldrecord is.

#### Fonatie
In sommige Mon-Khmertalen bestaat een betekenisonderscheidend verschil in de fonatie van klinkers. Door de stembanden in verschillende standen (registers) te zetten, kunnen klinkers worden uitgesproken met een heldere stem (normale fonatie), met een creaky voice of met een breathy voice. De Pear-talen kennen alle drie de registers. Het Chong, een van de Peartalen kent zelfs vier betekenisonderscheidende registers, twee statische (heldere stem en breathy voice) en twee dynamische registers (lopend van heldere stem naar creaky voice of van breathy voice naar creaky voice). Het Mon en de Katu-taal Kuay kennen een betekenisonderscheidend verschil tussen heldere en breathy fonatie, andere Katutalen tussen heldere en creaky fonatie. Hoewel dit onderscheid in registers verschillende oorzaken heeft en voor bijvoorbeeld het Mon van recente datum is, neemt onder meer Gérard Diffloth op basis van de ontwikkeling bij de Peartalen aan dat het proto-Austroaziatisch oorspronkelijk een registertaal was.

#### Tonen
In tegenstelling tot het grote aantal registertalen komen er, met uitzondering van het Vietnamees, in het Austroaziatisch nauwelijks toontalen voor. Men neemt dan ook aan dat noch het proto-Mon-Khmer, noch het proto-Austroaziatisch een toontaal was. Dat enkele Austroaziatische talen, zoals de noordelijke Angku- en Pakantalen, zich tot toontalen hebben ontwikkeld, kan worden verklaard uit tweetaligheid of een andere vorm van intensief contact met Sino-Tibetaanse, Tai-Kadai en Hmong-Mien talen. De Franse taalkundige André-Georges Haudricourt (1911-1996) heeft aangetoond dat de belangrijkste toontaal van het Austroaziatisch, het Vietnamees, oorspronkelijk geen toontaal was (dus geen betekenisonderscheidend verschil in tonen kende). Klinkers die volgen op stemhebbende medeklinkers worden op natuurlijke wijze met een lagere toonhoogte uitgesproken dan klinkers volgend op stemloze medeklinkers. Ook eindmedeklinkers beïnvloeden de toonhoogte van de voorafgaande klinker op natuurlijke wijze. Zo wordt door een glottisslag aan het eind van een lettergreep de toon van de voorafgaande klinker hoger. De tonogenese van het Vietnamees was het gevolg van een historisch proces van afslijten van stemhebbende tot stemloze beginmedeklinkers en het allengs verdwijnen van eindmedeklinkers. Om het aantal homoniemen dat hierdoor ontstond te beperken kreeg het al aanwezige natuurlijke verschil in toonhoogte ook een betekenisonderscheidend verschil.

### Grammaticale kenmerken

#### Morfologie
Net als bij de gemeenschappelijke fonologische kenmerken wijken ook met betrekking tot de morfologische kenmerken de Mundatalen en het Vietnamees het meest af van de overige Austroaziatische talen. Het Vietnamees heeft als isolerende taal een nauwelijks ontwikkelde morfologie. De Mundatalen daarentegen bezitten een uitgebreid systeem van affixen, in de vorm van zowel prefixen, suffixen als infixen. Hierdoor kan bij werk- en naamwoorden onderscheid worden gemaakt naar persoon, getal, tempus, wijs (modus), maar bijvoorbeeld ook de mate van zekerheid die een spreker wil uitdragen. Verder kunnen onovergankelijke, causatieve, wederkerige en wederkerende vormen worden afgeleid. Net als bij de fonologische kenmerken bevinden zich ook de gemeenschappelijke morfologische kenmerken van de overige Austroaziatische talen tussen deze beide extremen in.
Met uitzondering van de Nicobarese talen kennen de Mon-Khmertalen geen suffixen. Wel kennen sommige talen clitische elementen die aan het eind van een substantief(groep) worden geplaatst. Zo kent het Semai (een van de Aslitalen) bezittelijke naamwoorden en het Mnong (een van de Bahnartalen) aanwijzende naamwoorden in de vorm van enclitica. Zij mogen echter niet worden beschouwd als suffixen.
In tegenstelling tot suffixen, komen prefixen en infixen wel vaak voor. Met name het veelvuldige gebruik van infixen wordt beschouwd als een typisch kenmerk van de Austroaziatische talen. Het aantal affixen dat in Mon-Khmertalen aan of in de hoofdlettergreep van een woord kan worden geplaatst is beperkt tot één of twee. Hierdoor is ook het aantal lettergrepen per woord in de Mon-Khmertalen beperkt. Dezelfde prefix of infix kan verschillende functies vervullen, afhankelijk van het soort werkwoord of naamwoord. Zo maakt dezelfde nasale infix /n/ werkwoorden tot naamwoorden en worden niet-telbare substantiva veranderd in telbare naamwoorden. Een typisch verschijnsel bij Austroaziatische talen is reduplicatieve infixatie, waarbij de eindmedeklinker van de hoofdlettergreep wordt geredupliceerd in de vorm een infix die in de hoofdlettergreep wordt geplaatst. Een voorbeeld uit het Kensiw, een van de noordelijke Aslitalen, is [plɔɲ] ('zingen') dat na reduplicatieve infixatie [pɲlɔɲ] ('bezig met zingen') wordt.
Veel affixen zijn niet meer productief en hebben hun oorspronkelijke betekenis binnen een woord verloren. De morfologie van het proto-Mon-Khmer moet dan ook sterker ontwikkeld zijn geweest dan die van de huidige Mon-Khmertalen.

#### Expressieven
Net als bij andere Zuidoost-Aziatische talen vormen ook bij de Austroaziatische talen expressieven een aparte woordcategorie. Zij beschrijven op beeldende wijze geluiden, kleuren, vormen, bewegingen, patronen van licht en donker, maar ook gevoelens en emoties. Hun betekenis is gering geworden bij de talen met een sterke literaire traditie zoals Mon, Khmer en Vietnamees. Daarentegen vormen zij bij talen waar de nadruk op mondelinge tradities ligt de derde belangrijkste woordsoort, na naamwoorden en werkwoorden. Expressieven in de Mon-Khmertalen worden gevormd door toevoeging (van combinaties) van reduplicatie, een infix of prefix (echter nooit een suffix), een ablaut, nasalisatie of stemhebbendheid aan de hoofdlettergreep. Zo kent volgens Gérard Diffloth het Semai, een taal uit de Asligroep, morfofonemisch verwante expressieven die het geluid of de beweging weergeven van klapperende vleugels, springende vissen, kleine of grote stukken stof, spelende kinderen of het gooien van voorwerpen. Zo zijn de expressieven [parparpar], [pɛrpɛrpɛr], [krkpɛr], [krkpɛ̃r], [knapɛ̃rpɛ̃r], [grgpɛr], [ŋnapɛrpɛr], [purpurpur], [krkpur] en [knapurpur] afkomstig van [krpɛr] (het geluid van het klapperen van vleugels), [kipɛr] of [kapɛr] (de weergave van bewegingen van kleine stukken stof), [kipur] (bewegingen van grotere stukken stof), [grpar] (de ducula badia, Indische vruchtenduif) en [grpər] (kleine vleermuizen). Expressieven hoeven echter geen morfofonemische relatie met bestaande werk- of naamwoorden te hebben. 
Austroaziatische talen kennen ook expressieve klanksymboliek. Een voorbeeld is het uit het Semai afkomstige [pŋpralɔ:ŋ] (groot, rondvormig, maar klein in aantal, zoals een groot, glad, kaal hoofd) dat staat tegenover [pŋprilɔ:ŋ] (klein, rondvormig, maar groot in aantal, zoals bij stippen). De a-klank wordt hier geassocieerd met groot en de i-klank met klein van omvang.

#### Syntaxis
Bij de Mon-Khmertalen is de woordvolgorde binnen een zin subject-verbum-object (SVO). Ook hier wijken de Mundatalen af. Zij kennen, net als de omringende Dravidische talen, als woordvolgorde subject-object-verbum (SOV). Mogelijk heeft de ingewikkelde morfologie van de Mundatalen te maken met de verandering van de oorspronkelijke SVO naar de huidige SOV-volgorde.
Bezittelijke en aanwijzende voornaamwoorden en relatieve bijzinnen staan steeds achter het betreffende substantief. Daarentegen staan partikels altijd vóór het woord waarop zij betrekking hebben, nooit erachter. Wel kunnen aan het einde van een zin partikels worden geplaatst die gevoelsmodaliteiten zoals mening, verwachting, mate van respect of bedoeling van de spreker aangeven.
Het werkwoord zijn heeft geen functie als koppelwerkwoord. Een zin waarbij het onderwerp een identiteitsrelatie (A is B in de betekenis van A is gelijk aan B) of een eigenschapsrelatie (A is B in de betekenis van A heeft eigenschap B) heeft met het naamwoordelijk deel van het gezegde, bestaat dan ook uit twee naamwoorden of substantiefgroepen die worden gescheiden door een korte pauze.

### Lexicon
De sprekers van het Vietnamees, het Mon en het Khmer zijn in het verleden sterk beïnvloed door de hen omringende culturen. Dit had zijn weerslag op hun woordenschat. Zo ontleende het Vietnamees bijzonder veel woorden aan het Chinees en namen het Mon en het Khmer veel woorden over van het Sanskriet en Pali. Tegelijkertijd raakten zij een groot aantal eigen woorden kwijt. De oorspronkelijke Austroaziatische woordenschat is dan ook het best bewaard gebleven bij de talen, die weinig door andere culturen zijn beïnvloed, zoals de Nicobarese talen. Toch zijn ook daar veel oorspronkelijke woorden verdwenen. Er rustte een taboe op het uitspreken van namen van dieren waarop gejaagd werd of op het noemen van overleden personen. De naam, maar ook woorden die op die naam leken, werden vervangen door bijnamen, omschrijvingen of woordspelingen die in hun vorm vergelijkbaar waren met expressieven. Na verloop van tijd werd het vervangende woord de nieuwe standaard en begon het proces opnieuw. Door deze voortdurende vervangingen ontstonden er grote verschillen in bijvoorbeeld de woordenschat van de diverse Nicobarese talen. Dit ondanks hun verder nauwe genetische verwantschap.
Austroaziatische talen hebben een sterk ontwikkelde mogelijkheid om semantisch complexe begrippen uit te drukken in lexemen die uit slechts één morfeem bestaan. Twee door Gérard Diffloth beschreven voorbeelden uit het Semai, een Aslitaal, zijn [slɔːr], te vertalen als het neerleggen van platte dingen in een ronde mand of bak, zoals de bladeren van bananen in een rugmand worden gelegd. [Klknareːl] betekent stijf trillend zoals een penis in erectie, een pijl die zich net in een stuk hout heeft geboord of de manier waarop een oude, magere man loopt.

## Schrift

### Mon en Khmer
Twee Austroaziatische talen, het Mon en het Khmer, hebben een schriftvorm ontwikkeld die oorspronkelijk is ontleend aan het Pallavaschrift dat werd gebruikt in het rijk van de Zuid-Indische Pallavadynastie. Het Pallavaschrift was een variant van het in Zuid-India gebruikte Grantha, dat weer afkomstig was van het Brahmischrift. Zowel het Mon als het Khmer hebben het Pallavaschrift aangepast aan hun eigen fonologie. De oudste inscripties van beide talen dateren uit de zevende eeuw na Chr. Het Khmer-schrift diende later als model voor het Thaise schrift en het Laotiaanse schrift. Het Mon-schrift vormde de basis voor het Birmese schrift en het schrift voor het Chakma, de taal van de gelijknamige bevolkingsgroep die in het district Chittagong van Bangladesh en in het aangrenzende deel van India woont.

### Vietnamees
Vietnam was gedurende het eerste millennium een Chinese provincie, zodat daar het Chinese schrift (Chữ Nho) werd gebruikt. In de achtste eeuw ontstond het Chữ Nôm, waarbij het Vietnamees werd geschreven met aangepaste Chinese karakters. Rond 1650 ontwikkelden Portugese missionarissen op basis van het Latijnse schrift een specifiek schrift voor het Vietnamees, waarbij door toevoeging van diakritische tekens op de letters ook de tonen konden worden weergegeven. Dit schrift werd oorspronkelijk alleen gebruikt door de katholieke missie, maar allengs nam het gebruik ervan toe. In 1910 werd het door het toenmalige Franse koloniale bestuur verplicht gesteld. Sinds de onafhankelijkheid wordt dit schrift Quốc ngữ (nationale taal) genoemd en geldt vanaf dat moment als de standaard voor het geschreven Vietnamees.

### India

#### Santali
Het Santali wordt geschreven in zowel het Devanagari, het Oriya als het Bengaals schrift. De Noorse zendeling Paul Olaf Bodding ontwikkelde in de jaren 1890 een voor het Santali aangepast Latijns schrift. In 1925 ontwierp Pandit Raghunath Murmu het Ol Chiki, een schrift specifiek voor het Santali. Murmu hoopte zo de culturele ontwikkeling van de Santali te bevorderen.

#### Ho
Het Ho werd geschreven in het Devanagari en in een in de 19e eeuw door zending en missie aangepast Latijns schrift. Als reactie op de hiermee gepaard gaande culturele invloed van zending en missie op de Ho ontwikkelde Lako Bodra in de jaren 1950 het Varang Kshiti, een syllabisch schrift specifiek voor het Ho.

#### Sora
Het Sora werd oorspronkelijk geschreven in het Oriya, Telugu en Latijns schrift. In 1936 ontwikkelde Mangei Gomango, stichter van een religieuze orde toegewijd aan Akshara Brahma, een eigen schrift voor het Sora. De medeklinkers hebben een inherente a. De andere klinkers hebben een eigen teken. Het schrift wordt gebruikt in het lager onderwijs en bij onderwijs aan volwassenen.

#### Khasi
In 1834 vertaalde de Engelse zendeling William Carey het Nieuwe Testament in het Khasi. Hij gebruikte daarvoor het Bengaals schrift. In de jaren 1840 werd echter gekozen voor de versie in het Latijns schrift zoals dat in 1841 was aangepast door Thomas Scott, een zendeling uit Wales. Hij gebruikte daarvoor de orthografie van het Welsh. Vergeleken met de aanpassingen van het Latijnse schrift voor de omringende talen kreeg het Khasi hierdoor een typische schrijfwijze. Het schrift wordt veel gebruikt, omdat de sprekers van het Khasi een hoge alfabetiseringsgraad kennen en omdat het Khasi na de vorming van de deelstaat Meghalaya een van de twee officiële talen van die deelstaat is geworden.

### Overige Austroaziatische talen
Geen eigen schrift, laag niveau van alfabetisme, grammatica’s en woordenboeken zijn er slechts voor een klein aantal talen, de andere talen zijn nauwelijks of nog niet beschreven. Bedreiging door druk vanuit de officiële talen (Vietnamees, Thai, Khmer, Laotiaans) of door talen met een hogere sociale status.
- Bibliothèque nationale de France: cb12049145p (data)
- Gemeinsame Normdatei: 4143669-6
- Library of Congress Control Number: sh85009775
- Nationale Bibliotheek van Tsjechië: ph138588
- Nationale Bibliotheek van Israël: 987007295743805171
- Système universitaire de documentation: 028710959